# Gornje Bazje
Gornje Bazje – wieś w Chorwacji, w żupanii virowiticko-podrawskiej, w gminie Lukač. W 2011 roku liczyła 498 mieszkańców.